# Ray Dunlop
Charles Raymond «Ray» Dunlop (1904/1905 – Concord, Nova Gal·les del Sud, Austràlia, 27 de desembre de 1974) va ser un tennista australià. A vegades també se'l coneixia amb el nom de Roy Dunlop.
En el seu palmarès destaca l'Australian Championships en la modalitat de dobles masculins l'any 1931. També va disputar una final d'aquest torneig en dobles mixts l'any 1934.
Era nebot del tennista Alfred Dunlop, que va guanyar l'Australasian Championships l'any 1908 en dobles masculins.

## Torneigs de Grand Slam

### Dobles femenins: 1 (1−0)
| Resultat  | Núm. | Any  | Campionat                | Parella         | Oponents                   | Marcador                |
| --------- | ---- | ---- | ------------------------ | --------------- | -------------------------- | ----------------------- |
| Guanyador | 1.   | 1931 | Australian Championships | Charles Donohoe | Jack Crawford Harry Hopman | 8−6, 6−2, 5−7, 7−9, 6−4 |

### Dobles mixts: 1 (0−1)
| Resultat  | Núm. | Any  | Campionat                | Parella         | Oponents                 | Marcador |
| --------- | ---- | ---- | ------------------------ | --------------- | ------------------------ | -------- |
| Finalista | 1.   | 1934 | Australian Championships | Emily Westacott | Joan Hartigan Edgar Moon | 3−6, 4−6 |